# István Bilek
Pour les articles homonymes, voir Bilek.
István Bilek (né le 11 août 1932 à Budapest et mort le 20 mars 2010) était un joueur d'échecs hongrois, grand maître international depuis 1962.

## Palmarès
István Bilek a été trois fois champion de Hongrie (en 1963, 1965 et 1970). Il a remporté le tournoi de Balatonfured en 1960 et celui de Salgotarjan en 1967 ainsi que celui de Debrecen en 1970.
Bilek a participé à deux tournois interzonaux (1962 et 1964) et neuf olympiades pour la Hongrie (de 1958 à 1974) où il a remporté trois médailles individuelles dont une médaille d'argent au deuxième échiquier en 1972 (+7 =9, dont une victoire sur Viktor Kortchnoï).

## Postérité
István Bilek a donné son nom à une variante rarement jouée de la défense sicilienne. 
Il annula la partie suivante avec les Noirs contre David Bronstein à Budapest en 1961 :
1. e4 c5 2. Cf3 g6 3. c3 Fg7 4. d4 cxd4 (Bilek a joué 4...d6 5. d5 Da5+ 6. Fd2 Db6 après une ligne qui transpose avec 1. e4 c5 2. Cf3 g6 3. d4 Fg7 4. c4 contre Wolfgang Uhlmann à Budapest en 1985) 5. cxd4 d5 6. exd5 Cf6 7. Fb5+ Cbd7 8. d6 exd6 9. De2+ De7 (dans leur livre Chess openings for Black explained, Lev Alburt, Roman Dzindzichashvili et Eugene Perelshteyn soulignent que la finale après l'échange des Dames convient aux Noirs) 10. Cc3 a6 11. Fa4 Dxe2+ 12. CxDe2 0-0 13. 0-0 Cb6 14. Fb3 Fg4 15. Ff4 Tad8 (15...d5 16. Tac1) 16. Tac1 Cbd5 17. Fd2 Fd7 (17...Tfe8 18. Tfe1) 18. Cg3 Fc6 19. Tfe1 Tfe8  1/2 - 1/2.